# Їнглак Чинават
Їнглак Чинават (Yingluck Shinawatra, тай. ยิ่ง ลักษณ์ ชิน วัตร [jîŋ.lák.t̠͡ɕ ʰin.ná.wát]; нар. 21 червня 1967 (58 років), Сан-Кампхенг, Чіангмай) — 28-та прем'єр-міністерка Таїланду, одна з лідерок партії «Пхиа Тхаї», молодша сестра колишнього прем'єр-міністра та мільярдера Таксина Чинавата, котрий перебуває в еміграції.

## Біографія
Їнглак Чинават народилася 21 червня 1967 року на півночі Таїланду у провінції Чіангмай. Вона була молодшою з дев'яти дітей Лерта (Lert) Чинавата, депутата регіонального парламенту. Одним з її старших братів був Таксин Чинават, що згодом став прем'єр-міністром Таїланду.
1988 року Чінават закінчила Чиангмайський університет (Chiang Mai University) зі ступенем бакалавра з політології та державного управління, а 1991 року стала випускницею Університету штату Кентукі (Kentucky State University) зі ступенем магістра з інформаційних систем в управлінні (за іншими відомості — зі ступенем магістра з державного управління). Там же вона отримала ступінь магістра ділового адміністрування (MBA).
Після закінчення американського університету Чинават почала працювати у діловому телефонному довіднику Shinawatra Directories, що належав її родині. Незабаром отримала там посаду директора з операцій та закупівель. Наприкінці 90-х — початку 2000-х років вона працювала на керівних посадах у телекомунікаційних компаніях Rainbow Media і Advanced Info Service (AIS) — лідері ринку мобільного зв'язку Таїланду. У пресі писали, що продаж AIS 2006 року, якою займалася Їнглак, супроводжувався корупційним скандалом. З 2006 року Чинават працювала керуючим директором сімейної девелоперської компанії SC Asset.
У той же період успішно розвивалася політична кар'єра брата Їнглак Чинават, Таксина. На загальних виборах 2001 року створена ним партія «Тайці люблять тайців» (Thai Rak Thai, TRT) здобула рішучу перемогу, і він очолив уряд країни. Проте у вересні 2006 року Таксина Чинавата було усунуто з поста прем'єр-міністра, після чого владу у країні захопила опозиційна Демократична партія під керівництвом Апхісіта Ветчачива, який 2008 року зайняв пост глави уряду Таїланду. Діяльність партії «Тайці люблять тайців» була заборонена, згодом заборона була накладена і на діяльність утвореної після цього Партії народної влади (People's Power Party, PPP), яка також підтримувала Таксина. Експерти відзначали, що якщо PPP і Таксин орієнтувалися на сільське населення країни, то Апхісіт представляв інтереси бізнесу, середнього класу, армії та королівського двору. Політична нестабільність вилилася у масштабні зіткнення влади та прихильників Таксина Чінавата. У 2009 і 2010 роках у країні вводився надзвичайний стан.
Ще 2009 року повідомлялося, що Їнглак Чинават може прийти у політику та очолити об'єднання «Пхиа Тхаі» («Для Таїланду»), утворене після заборони PPP, Однак лише в травні 2011 року, незадовго до виборів до парламенту Таїланду, «Пхиа Тхаі» обрало Їнглак лідеркою свого виборчого списку. У ході парламентської кампанії Їнглак пообіцяла впоратися з наслідками п'ятирічної політичної нестабільності, оголосити амністію всім учасникам заворушень та перевороту 2006 року. Також вона представила програму по боротьбі з бідністю, що включала себе обіцянку дати всім школярам країни по планшетному комп'ютеру. При цьому преса писала, що керував «Пхиа Тхаї» Таксин, який у той час перебував в Об'єднаних Арабських Еміратах у Дубаї, ховаючись від звинувачень у корупції на батьківщині.
3 липня 2011 року у Таїланді пройшли парламентські вибори, перемогу на яких здобула «Пхиа Тхаї» — об'єднання отримало 264 місця проти 160 місць у Демократичної партії Апхісіта, що зайняла друге місце. 5 червня 2011 року парламент Таїланду офіційно обрав Їнглак Чинават прем'єр-міністеркою (за неї було віддано 296 голосів з 500 можливих). Таким чином, вона стала першою жінкою-прем'єркою та наймолодшою головою уряду в історії країни. Ще до свого призначення вона залишила посаду в SC Assets.
У серпні 2008 року Чинават була включена журналом Forbes до списку найвпливовіших жінок світу.

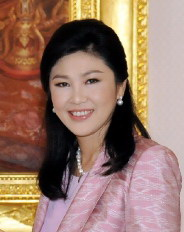
Prime Minister Yingluck Shinawatra on 5 August 2013

Восени 2013 року в Бангкоку почалися багатотисячні антиурядові виступи, очолювані колишнім членом парламенту від опозиційної Демократичної партії Сутхеп Тхаугсубаном. Демонстранти вимагають відставки Їнглак Чиннават, звинувачуючи її в тому, що насправді країною керує її брат Таксин Чиннават. На початку грудня 2013 року Чиннават ухвалила рішення про розпуск парламенту у зв'язку з безперервними в країні акціями протесту проти чинного уряду. 
Внаслідок військового перевороту в травні 2014 року Їнглак була заарештована разом з колишніми міністрами кабінету та політичними лідерами всіх партій і утримувалась в армійському таборі протягом кількох днів. 7 травня 2014 року Конституційний суд Таїланду усунув з посади в.о. прем'єр-міністрки Їнглак Чинават.
27 вересня 2017 року, за її відсутності, її було визнано винною у невиконанні службових обов'язків за схемою субсидування рису та засуджено до п'яти років ув'язнення. Паспорт Їнглак був скасований урядом, і за чутками вона перебуває в Лондоні та має паспорт Великої Британії. Вона отримала громадянство від уряду Сербії.

## Особисте життя
Чинават одружена з Анусорном Аморнчатом, що був керівником групи Charoen Pokphand Group і керуючим директором корпорації M Link Asia Corporation PCL. Її сестра Яовафа Вонгсават — дружина колишнього прем'єр-міністра Сомчая Вонгсавата. У неї також є син Супасек.